# Kebirita
Kebirita je monotipski biljni rod iz porodice mahunarki rasprostranjen u Africi od Mauritanije i Zapadne Sahare do Tunisa. Jedina vrsta je pustinjska trajnica K. roudairei

## Sinonimi
- Acmispon roudairei (Bonnet) Lassen
- Lotus fruticulosus Desf.
- Lotus hosackioides Coss.
- Lotus roudairei Bonnet